# Fušimi-ku (Kjóto)
Fušimi (japonsky 伏見区, Fušimi-ku) je jednou z 11 čtvrtí japonského města Kjóto v prefektuře Kjóto. Její rozloha činí 61,66 km2 a žije v ní 275 855 obyvatel.
Oblast je druhým největším producentem nápoje sake v Japonsku. Byly zde založeny společnosti Gekkeikan, Kizakura a Šótoku Šuzó, které jsou známého jeho výrobou. Svatyně Fušimi Inari-taiša, chrám Daigodži, zapsaný na seznamu světového dědictví UNESCO, hrad Fušimi a hrobky císařů Meidži a Kammu patří mezi pamětihodnosti čtvrti. Pochází odtud například zpěvačka Kumi Kóda.

## Galerie

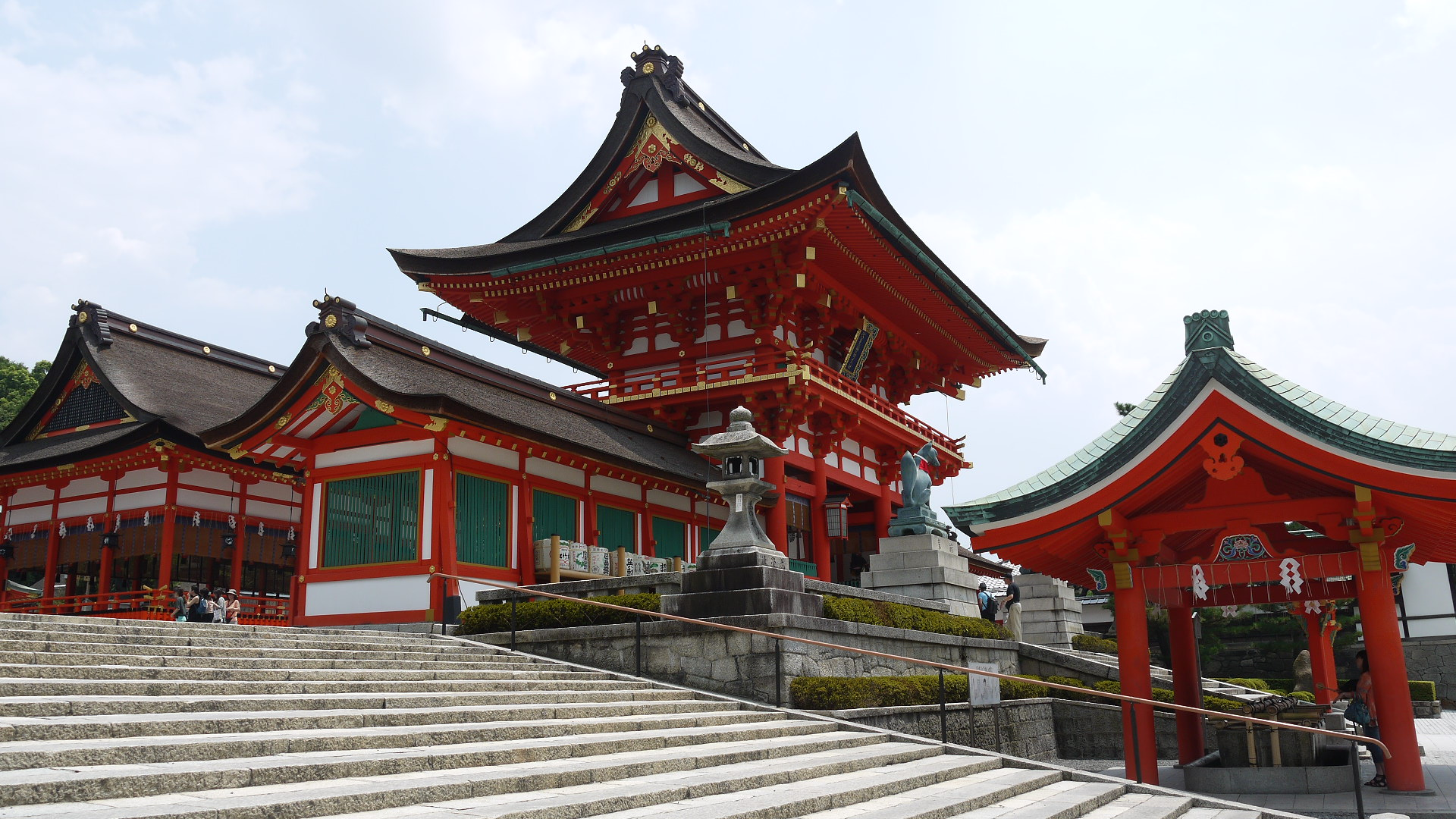
Svatyně Fušimi Inari-taiša
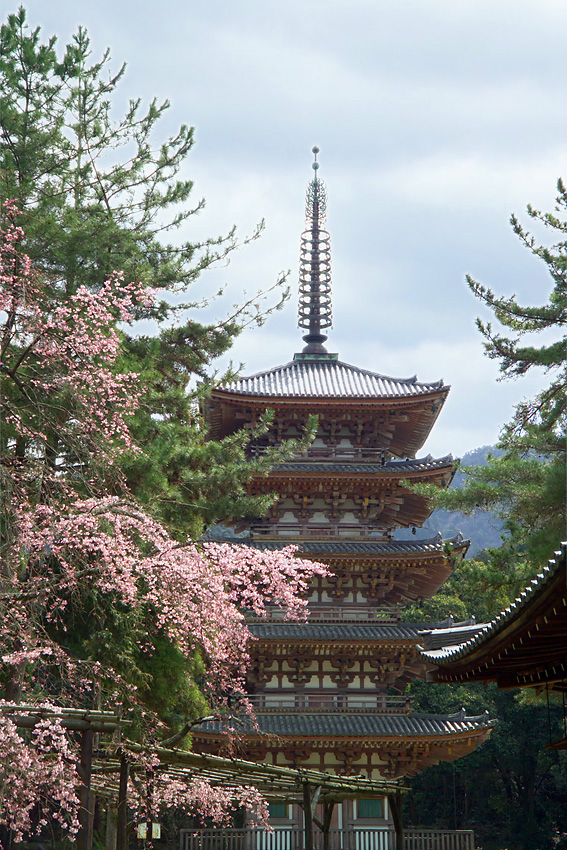
Chrám Daigodži
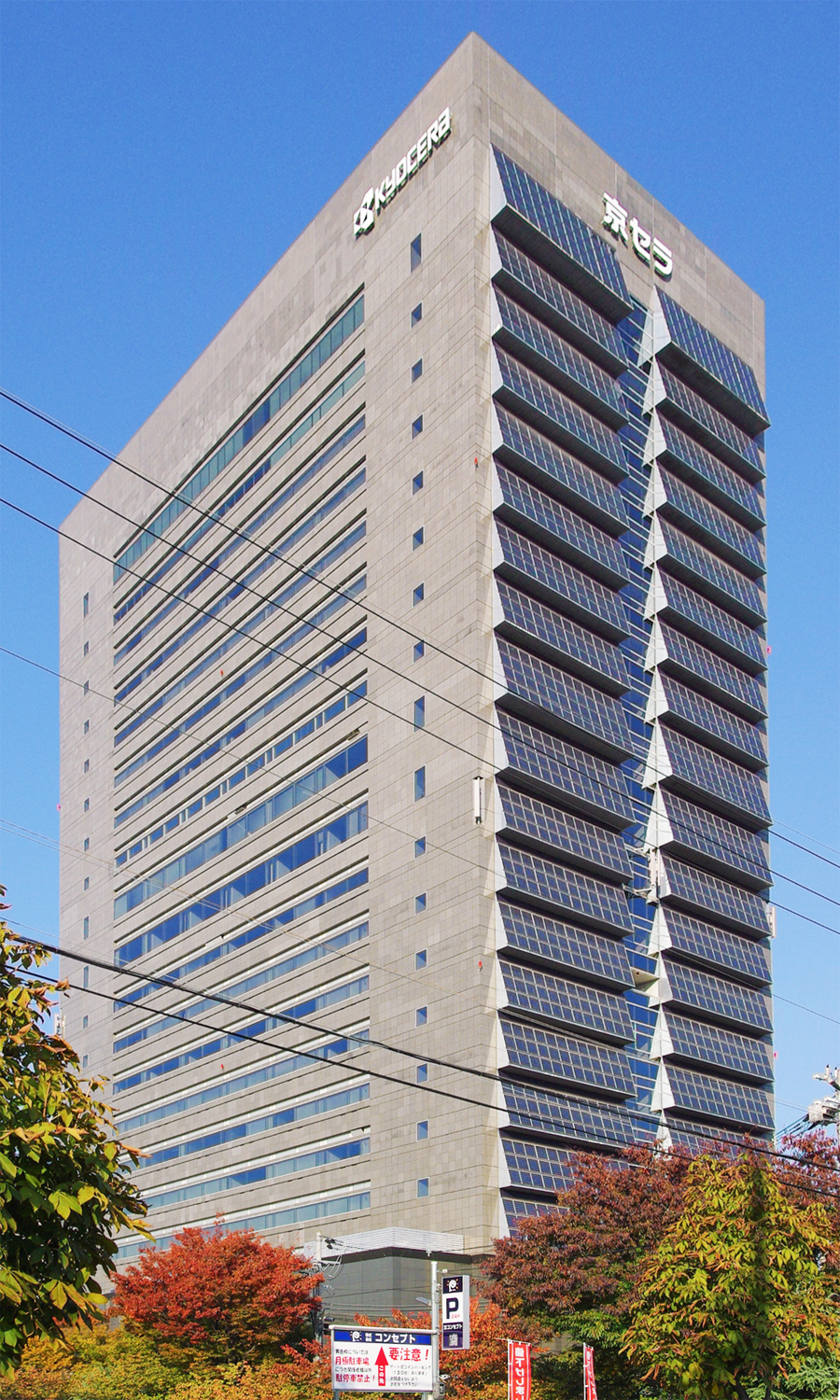
Sídlo společnosti Kyocera